# ماغنوس أندرسن (سياسي)
ماغنوس أندرسن (بالنرويجية البوكمول: Magnus Andersen)‏ هو صياد سمك وسياسي نرويجي، ولد في 20 مارس 1916 في النرويج، وتوفي في 11 ديسمبر 1994. حزبياً، نشط في حزب العمال.

## مناصب
- انتخب Minister of Fisheries and Ocean Policy [الإنجليزية]‏ (25 سبتمبر 1963 – 12 أكتوبر 1965).
- انتخب Minister of Fisheries and Ocean Policy [الإنجليزية]‏ (24 يناير 1972 – 18 أكتوبر 1972).
- انتخب عضو برلمان النرويج  [لغات أخرى]‏ عن دائرة نورلان (1969 – 1973).
- انتخب عضو برلمان النرويج  [لغات أخرى]‏ عن دائرة نورلان (1965 – 1969).